# Société Cannoise d’Automobiles
Die Société Cannoise d’Automobiles war ein französischer Hersteller von Automobilen.

## Unternehmensgeschichte
Das Unternehmen aus Cannes begann 1895 mit der Entwicklung von Automobilen. 1899 startete die Serienproduktion. Der Markenname lautete Berret. 1903 endete die Produktion. Insgesamt entstanden acht Fahrzeuge.

## Fahrzeuge
Der Prototyp entstand 1895. In allen Fahrzeugen sorgte ein Dreizylindermotor für den Antrieb.